# Emmervete
Emmervete (Triticum turgidum dicoccum alternativt Triticum turgidum  eller Triticum dicoccum) kallas även emmer och tvåkornsvete. Emmervete betraktas ibland som en egen art och ibland som en underart i växtfamiljen gräs. Det är en 80–130 cm hög  med kraftigt, ihåligt, kalt eller sparsamt hårigt strå. Bladen är cirka 20 mm breda. Axet, som oftast har långa borst, är ca 10 cm långt. Småaxen innehåller två korn i varje småax. Sädeskornen är svårtröskade eftersom de omsluts av agnarna.

## Historia
Ursprunget är omtvistat, men en spridd teori är att emmervete uppstod  genom korsning mellan enkornsvete och den mycket närstående gräsarten tandat bockvete.
Emmervete odlades i västra Asien 6 000 f Kr  och infördes till Europa mellan 5 000 och 4 000 f Kr och har hittats på flera stenåldersboplatser i Europa. Det började odlas i Norden omkring 3 900 f Kr.  Emmervetet började så småningom undanträngas av durumvetet.